# Acido argininsuccinico
L'acido argininsuccinico è un composto intermedio del ciclo dell'urea, che si forma per condensazione della citrullina con l'aspartato in una reazione catalizzata dall'enzima argininosuccinato sintetasi.
ATP + citrullina + aspartato = AMP + PPi + argininsuccinato